# Thérouanne

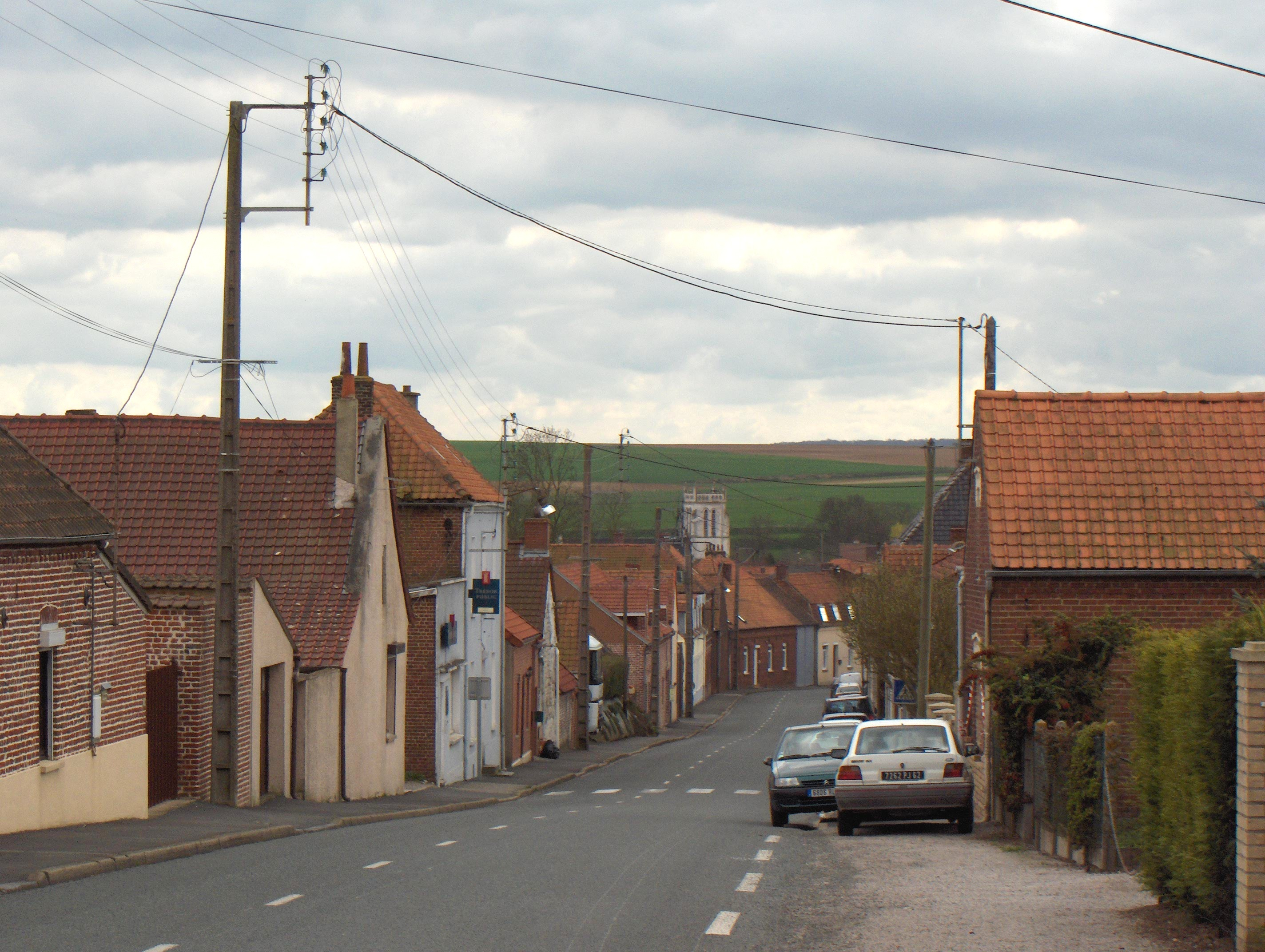
Thérouanne: Rue de Saint-Omer, 2006

Thérouanne (niederländisch Terwaan, veraltet auch Terenburg) ist eine französische Gemeinde mit 1128 Einwohnern (Stand 1. Januar 2022) im Département Pas-de-Calais in der Region Hauts-de-France. Sie gehört im Arrondissement Saint-Omer zum Kanton Fruges.

## Geschichte
Zur Zeit der Gallier war Thérouanne (lateinisch Tarvenna) die Hauptstadt des keltischen Stammes der Moriner. Sie erhielt nach der Eroberung Galliens eine römische Bevölkerung und wurde Hauptort der Region. Im 7. Jahrhundert, vielleicht um 639, gründete Acarius hier die Diözese Terwaan. Audomar (600–670) war hier Bischof.
Die Stadt wurde zwei Mal, 880 und 882, von den Normannen geplündert.
Die kirchliche Kontrolle, die Thérouanne über das gesamte Gebiet westlich der Schelde ausübte und auch die reichsten Städte nördlich der Alpen wie Gent und Arras umfasste, versetzte den Bischof in die Lage, eine Kathedrale zu bauen, die zu dieser Zeit die größte in Frankreich war.
Politisch gehörte Thérouanne bis 1180 zur Grafschaft Flandern, dann zur Grafschaft Artois, die, zunächst von einem Zweig der Kapetinger regiert, im 14. Jahrhundert nochmals mit der Grafschaft Flandern verbunden war, nach deren Übernahme durch das Haus Burgund mit den erst burgundischen, dann Spanischen Niederlanden, bis zum Pyrenäenfrieden von 1640. Im Artois hatte das Thernais, bestehend aus der Stadt Thérouanne und ihrem Umland, eine gewisse Eigenständigkeit.
Durch ihre Lage nahm die Stadt immer eine wichtige strategische Position ein, vor allem während der Italienischen Kriege (1494–1559). Nach einer letzten Belagerung wurde die seit einiger Zeit von Frankreich gehaltene Stadt im Sommer 1553 auf Befehl Kaiser Karls V. als Vergeltung für eine Niederlage bei Metz zerstört: die Mauern wurden geschleift, die Straßen aufgerissen und umgepflügt, der Boden mit Salz unfruchtbar gemacht. Die Bevölkerung verließ die Stadt, nur die Bewohner eines kleinen Stadtteils außerhalb der Stadtmauern, jenseits des Flusses Lys gelegen und daher Saint-Martin-outre-eaux („… jenseits der Wasser“) genannt, blieben und übernahm vermutlich um 1800 für sich den alten Namen Thérouanne. Teile des Portals der Kathedrale und die Kolossalstatue des Grand Dieu de Thérouanne wurden in die Kathedrale von Saint-Omer gebracht.
Das Verschwinden der Stadt führte auf dem Konzil von Trient zu einer generellen Reform der Bischofssitze. Das Bistum Thérouanne wurde 1557 aufgelöst und auf die Diözesen Boulogne (in Frankreich), sowie Saint-Omer und Ypern (in den spanischen Niederlanden) verteilt.
Der Standort der alten Kathedrale ist seit dem Ende des 19. Jahrhunderts Schauplatz archäologischer Grabungen. Darüber hinaus wurden in neuerer Zeit Untersuchungen im früheren Kanonikerviertel begonnen. Die wesentlichen Funde werden im kleinen kommunalen Museum ausgestellt, die wichtigsten Reste der Stadt verbleiben jedoch in Saint-Omer.
Das ursprüngliche Bistum Thérouanne wurde 2009 als Titularbistum Thérouanne wiedererrichtet und 2019 erstmals an einen Titularbischof vergeben.

## Persönlichkeiten
- Austreberta (630–704), Äbtissin der Klosters Pavilly, Heilige der römisch-katholischen Kirche
- Hugo von Falkenberg († 1106), Kreuzfahrer und Fürst von Galiläa
- Gérard Houllier (1947–2020), Fußballtrainer und Verbandsfunktionär